# Ardisia standleyana
Ardisia standleyana P.H.Allen – gatunek roślin z rodziny pierwiosnkowatych (Primulaceae). Występuje naturalnie w Hondurasie, Nikaragui, Kostaryce, Panamie oraz Kolumbii. 

## Morfologia
PokrójZimozielone drzewo dorastające do 12 m wysokości.
LiścieBlaszka liściowa ma podługowaty, eliptyczny lub lancetowaty kształt. Mierzy 17–24 cm długości oraz 5–8 cm szerokości, jest całobrzega, ma ostrokątną nasadę i spiczasty wierzchołek. Ogonek liściowy jest nagi i ma 5–10 mm długości.
KwiatyZebrane w baldachogronach wyrastających z kątów pędów. Mają działki kielicha o owalnym kształcie i dorastające do 2 mm długości. Płatki są eliptyczne i mają 4–5 mm długości.
OwocPestkowce mierzące 4-6 mm średnicy, o kulistym kształcie.

## Biologia i ekologia
Rośnie w lasach, na wysokości do 1300 m n.p.m.